# Бирманская операция (1942—1943)
Бирманская операция 1942—1943 годов (англ. Burma campaign (1942–1943)) — боевые действия на территории современной Мьянмы с июня 1942 года по сентябрь 1943 года.

## Военно-оперативная ситуация
Начиная с середины мая горные тропы, ведущие из Бирмы в Индию, превратились в непроходимые грязевые потоки. Японцы не продвинулись дальше Калевы, которую можно было снабжать по реке. Наступил этап сохранения достигнутого периметра и укрепления власти над завоёванной территорией.
Британское командование в Индии решило за лето 1942 года укрепить свои силы в Индии, и затем начать операции небольшого масштаба в Ассаме, чтобы в сухой период вновь выйти к верховьям Чиндуина у Калевы. Однако Лондону была нужна крупная победа, и британский премьер Уинстон Черчилль, полагая, что после поражения у Мидуэя японский флот уже не в состоянии вести активные действия в Индийском океане, решил массированным ударом из Индии в Аракан выйти к Рангуну и Моулмейну, отрезать японские войска от моря, и затем совершить рейд к Бангкоку. Уэйвелл был вынужден согласиться с планом операции, но проинформировал Лондон, что никакая операция крупного масштаба не будет успешной, если он не получит в своё распоряжение достаточной авиационной поддержки. Из-за трудностей англичан в Северной Африке было ясно, что необходимых сил Уэйвелл получить не сможет, поэтому масштабы операции уменьшили: было решено для начала овладеть портом Акьяб на побережье Аракана.

## Операция «Анаким»
Британское наступление началось 21 сентября 1942 года, и сразу же выяснилось, что оно не обеспечено даже на предварительных этапах. В частности, не были подготовлены дороги, по которым войска должны были достичь границы с Бирмой (даже в долине Читтагонга, где для сооружения дороги нет никаких препятствий, она кончалась в 15 км от границы; при этом отсутствие дороги оказалось полной неожиданностью для командира наступавшей на Акьяб 14-й дивизии). В результате почти месяц ушёл только на то, чтобы проложить путь к индийско-бирманской границе для повозок и лёгких машин. Искусно обороняясь единственным полком (без одного батальона), японцы сделали так, что за ноябрь британская 14-я дивизия смогла продвинуться лишь до середины намеченного пути, а налёты японской авиации на Читтагонг и Калькутту настолько перепугали индийцев, что население бежало из городов, и в них замерла вся жизнь.
Узнав о проблемах с наступлением, командующий британской армией генерал Ирвин 9 января 1943 года прилетел в штаб 14-й дивизии и приказал её командующему штурмовать японские позиции в лоб. Однако ни одна из атак не увенчалась успехом; при этом англичане потеряли практически все танки. Однако «мясорубка в Аракане» продолжалась до 18 марта. Тем временем прибывшие в Аракан части японской 55-й дивизии начали теснить противника и уничтожать одну бригаду за другой. Командовавший 14-й британской дивизией Ллойд в итоге отказался выполнять самоубийственные приказы Ирвина и был смещён. Перед началом сезона дождей 1943 года командующим дивизией был назначен генерал Слим, который, ознакомившись с положением дел, приказал срочно отводить войска из Аракана, поскольку после начала ливней британские части, лишённые подкреплений и снабжения, были бы окончательно истреблены японцами. Взбешённый Ирвин приказал лишить Слима командования и отдать под суд, но вместо этого был снят с должности сам.
Провал Анакима привёл также к отставки Уэйвелла, который был переведён на не влияющую на ход войны должность вице-короля Индии.

## Китайский фактор
Командующий американской авиагруппой в Китае Клэр Шеннолт утверждал, что сможет обеспечить победу Китая в войне с Японией с помощью одной только авиации, для чего требовал поставки ему 500 американских самолётов с экипажами и соответствующего количества грузов. После захвата японцами Бирмы доставлять грузы из Индии в Китай стало возможным лишь с помощью авиации над Гималаями. Американское командование предпочло бы открыть наземный путь через северную Бирму, но для этого её следовало отвоевать; Чан Кайши не хотел рисковать своими армиями. При этом Чан Кайши находился в неприязненных отношениях со своим начальником штаба американским генералом Джозефом Стилуэллом, который был ярым сторонником и автором плана наступления китайских войск в Бирме.
18 октября 1942 года Стилуэлл прилетел в Дели с планом вторжения в Бирму крупными китайскими силами, но поддержки у англичан не нашёл: те понимали, что вступление китайских войск в Бирму в дни, когда ещё не изгладилась память о позорном бегстве англичан, будет означать потерю этой страны для Британской Империи, а претензии Китая на северную Бирму будут подкреплены китайской оккупацией этих районов. Так как высказывать вслух это было нельзя, то Уэйвелл обратился за разъяснениями к Объединённому комитету начальников штабов в Вашингтоне. Американцы поддержали Стилуэлла, и Объединённый комитет согласился в принципе на такую операцию. Договорились, что снабжение операции возьмут на себя американцы, которые создадут главную базу снабжения в Ледо; они же обеспечат воздушную поддержку. Осталось проложить за зиму дорогу от Ледо к границе.
Зимой англичане начали вставлять американским планам палки в колёса, и Чан Кайши 28 декабря телеграфировал Рузвельту, что отсутствие морской и сухопутной поддержки англичан сделает наступление китайских дивизий невозможным. 16 января 1943 года Чан Кайши проинформировал Рузвельта, что отказывается от наступления.

## «Чиндиты» Уингейта
В 1942 году в Индию прибыл профессионал специальных операций Орд Уингейт. За лето-осень 1942 года он подготовил для действий в тылу японцев отряды, ставшие известными под названием «чиндиты». В феврале 1943 года бригада Уингейта двумя колоннами проникла в Бирму с целью взорвать железную дорогу в тылу у японцев. За два месяца «чиндитам» удалось пройти за Чиндуин, а некоторым группам — к Иравади в районе города Ката, взорвав в двух местах полотно железной дороги. Когда японцы поняли, что это — не действия небольших групп разведчиков, а армейская операция, снабжение которой происходит по воздуху, то они предприняли против «чиндитов» ряд карательных акций, и тем с трудом удалось вырваться обратно в Индию.
Несмотря на большие потери и мизерный реальный военный эффект, пропагандистский эффект от этого похода, особенно в свете провала наступления в Аракане, стал большим. Уингейт стал ратовать за увеличение числа бригад, подобных «чиндитам», уверяя, что с их помощью он отвоюет Бирму. Так как его поддержали политики в Лондоне и Вашингтоне, местные военачальники были вынуждены уступить.

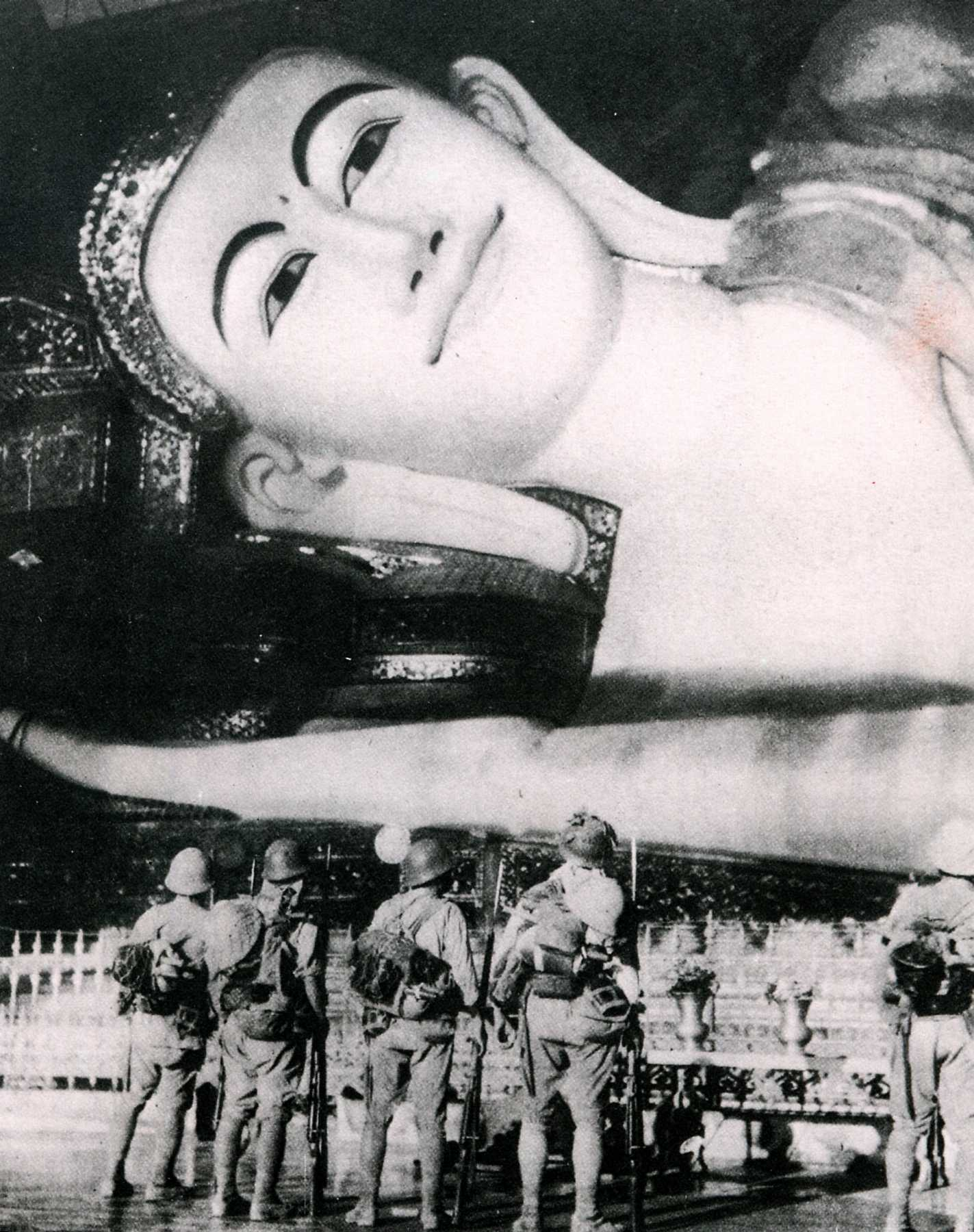
Японские солдаты в Бирме

## Провозглашение независимости Бирмы
Набеги «чиндитов» привели японцев к выводу о необходимости несколько изменить тактику, перейдя от пассивной обороны к упреждающим ударам с тем, чтобы в следующем сухом периоде разгромить британские базы в Ассаме, расположение которых они узнали из допросов пленных. В марте 1943 года японские войска на территории Бирмы были объединены в Бирманский фронт. Японское командование также начало подготовку антианглийских воинских частей в Таиланде и Малайе из числа военнопленных индийского происхождения.
Вторжение «чиндитов» также показало, что симпатии простых бирманцев, проживших год в условиях японской оккупации, начинают склоняться на сторону англичан. Поэтому японские оккупационные власти начали переговоры о предоставлении независимости Бирме с целью снова перетянуть бирманцев на свою сторону. В марте 1943 года в Токио были приглашены лидеры бирманского национального движения. 8 мая 1943 года была сформирована Комиссия по подготовки независимости, а 1 августа 1943 года была провозглашена независимость Бирмы. Вскоре был опубликован договор о сотрудничестве Бирмы с Японией. «Независимая» Бирма объявила войну Великобритании и США.